# تولید قهوه در چین

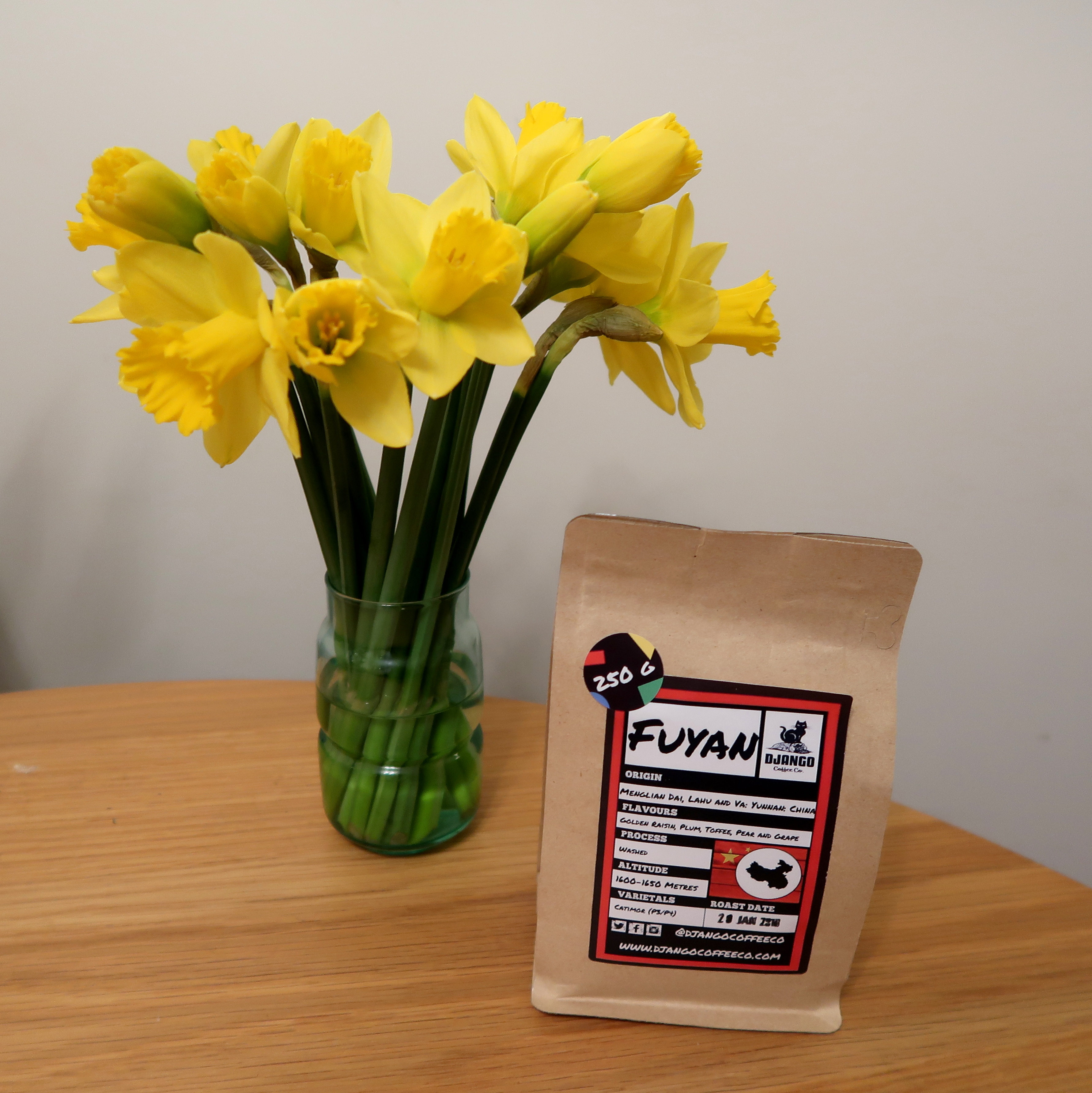
قهوه محصول استان یون‌نان.

تولید قهوه در چین (انگلیسی: Coffee production in China)، کشت مدرن قهوه در چین در سال ۱۹۸۸ شروع شد. در سال‌های ۲۰۱۶ و ۲۰۱۷، چین در بین بیست تولید کننده برتر قهوه در جهان قرار داشت. نود وهشت درصد قهوه چین، محصول استان یون‌نان است.